# 膝关节置换手术
膝关节置换手术又稱全膝关节置换手术、人工膝关节置换手术、人工全膝关节置换手术，是一种骨外科手术，醫生用金属材料制成的假体来置换受損的关节。接受手術者以骨性关节炎、乾癬性關節炎以及類風濕性關節炎患者為主。這些金属材料一般由钴铬钼合金、钛合金和超高分子聚乙烯制成。